# Roberto Vitali
Roberto Vitali (Milano, 28 marzo 1940) è un politico italiano, Presidente della Provincia di Milano dal 1975 al 1980.

## Biografia
Si iscrisse fin da giovane al Partito Comunista Italiano. Nel 1975 divenne presidente della Provincia di Milano, sostenuto da una maggioranza formata da PCI, PSI e PSDI, rimanendo in carica fino alle elezioni del 1980. Negli anni '80 fu segretario della Federazione provinciale milanese del PCI.
Nel 1980 venne eletto consigliere regionale della Lombardia, rimanendo in carica fino al 1985. Intanto diventa anche segretario regionale del PCI lombardo e dal 1986 al 1990 è membro della direzione nazionale del partito.
Dopo la svolta della Bolognina aderisce al PDS e poi ai DS. Negli anni Duemila è iscritto al Partito Democratico.